# Ganguru, Bhadravati
Ganguru là một làng thuộc tehsil Bhadravati, huyện Shimoga, bang Karnataka, Ấn Độ.